# 森敬
森敬（英語：Mori Kei, 1932年—1990年2月15日）是一位日本经济学家，专攻计量经济学。

## 生平
1932年出生，毕业于庆应义塾大学经济系，后留校任教。除了计量经济学，还对于城市信息功能的孵化和地震对策进行研究。
1990年2月15日因肝炎逝世，享年58岁。逝世后因为其贡献被卡内基·梅隆大学司马贺追赠荣誉博士学位。

## 家庭
父亲是企业家森泰吉郎，弟弟森稔、森章亦是企业家。妻子森洋子是美术史学家。女儿森万里子是现代艺术家。